# Белая Криница (Херсонская область)
Бе́лая Крини́ца (укр. Біла Криниця) — посёлок в Великоалександровской поселковой общине Бериславского района Херсонской области Украины.

## Население
В январе 1989 года численность населения составляла 1890 человек.
На 1 января 2013 года численность населения составляла 1326 человек.

### Языковой состав
Родной язык населения по данным переписи 2001 года:
| Язык       | Численность, чел. | Доля     |
| ---------- | ----------------- | -------- |
| Украинский | 1 460             | 92,23 %  |
| Русский    | 104               | 6,57 %   |
| Другое     | 19                | 1,20 %   |
| Итого      | 1 583             | 100,00 % |

## История
Белая Криница основана в начале XX в. как пристанционный поселок на линии Харьков — Херсон.
В 1932 году здесь был построен Белокриницкий элеватор.
В ходе Великой Отечественной войны в 1941—1943 годы посёлок был оккупирован немецкими войсками.
В 1958 году Белая Криница стала посёлком городского типа. В начале 1970х годов здесь действовали маслосыродельный завод и хлебный завод
5 февраля 1983 года здесь было завершено строительство комбикормового завода производственной мощностью 200 тыс. тонн комбикормов в год.
В октябре 1992 года Белокриницкий маслосырзавод был передан в коммунальную собственность Херсонской области.

## Транспорт
Железнодорожная станция на линии Снигирёвка — Апостолово.

## Местный совет
74131, Херсонская обл., Великоалександровский р-н, пгт Белая Криница, ул. Ленина, 2